# Gaetano Daniele
Gaetano Daniele (Nocera Inferiore, 13 luglio 1956) è un produttore cinematografico italiano.

## Biografia
Nato a Nocera Inferiore, per le esigenze lavorative del padre, si trasferisce da giovanissimo a San Giorgio a Cremano e Portici. 
Nel 1996 il film Il postino, prodotto da lui insieme a Mario e Vittorio Cecchi Gori, ha vinto un premio BAFTA al miglior film non in lingua inglese e fu candidato per un premio Oscar al miglior film. Il film ebbe altre due candidature agli Oscar: miglior sceneggiatura non originale e miglior colonna sonora di Luis Bacalov che vinse il premio.
All'inizio della sua carriera Gaetano Daniele lavora con Massimo Troisi nel Centro Teatro Spazio in San Giorgio a Cremano. Divengono amici e fondano insieme la società di produzione cinematografica "Esterno Mediterraneo Film". Durante gli anni 1980 a 1990 Daniele produce con Massimo Troisi in questa società oltre Il postino (1994) anche Le vie del Signore sono finite (1984) e Pensavo fosse amore... invece era un calesse (1991).
Le colonne sonore di tre film di Massimo Troisi (Ricomincio da tre, Le vie del Signore sono finite e Pensavo fosse amore... invece era un calesse) portano la firma di Pino Daniele, col quale, peraltro, a dispetto del medesimo cognome, non condivideva alcun legame di parentela.

## Filmografia

### Produttore
- No grazie, il caffè mi rende nervoso, produttore esecutivo (1982)
- Scusate il ritardo, produttore esecutivo (1983)
- Non ci resta che piangere, produttore esecutivo (1984)
- Le vie del Signore sono finite, produttore (1987)
- Ma non per sempre, produttore (1991)
- Pensavo fosse amore... invece era un calesse, produttore (1991)
- Nottataccia, produttore (1992)
- Condannato a nozze, produttore (1993)
- Il postino, produttore (1994)
- Mamma, mi si è depresso papà, produttore – film TV (1996)
- Ci vediamo in tribunale, produttore – film TV (1996)
- Ritornare a volare, produttore esecutivo – miniserie TV (1998)
- Una donna per amico, produttore esecutivo – serie TV (1999)
- I.A.S. - Investigatore allo sbaraglio, produttore esecutivo – film TV (1999)
- Per amore, produttore esecutivo – miniserie TV (2002)
- Noi, produttore esecutivo – miniserie TV (2004)
- All the Invisible Children, produttore associato (2005)
- Questa è la mia terra, produttore esecutivo – serie TV (2006)
- Fortapàsc, produttore esecutivo (2009)
- Copia conforme, produttore esecutivo (2010)
- Le cose che restano, produttore esecutivo (4 episodi) – miniserie TV (2010)
- Gianni e le donne, produttore esecutivo (2011)
- L'industriale, produttore esecutivo (2011)
- La città ideale, produttore esecutivo (2012)
- Viva la libertà, produttore esecutivo (2013)
- Cha cha cha, produttore esecutivo (2013)
- La sedia della felicità, produttore esecutivo (2013)
- Buoni a nulla, produttore esecutivo (2014)
- Ho ucciso Napoleone, produttore esecutivo (2015)
- La musica del silenzio, produttore esecutivo (2017)
- La vita promessa, produttore esecutivo – serie TV (2018)
- L'agenzia dei bugiardi, produttore esecutivo (2019)
- Mare Fuori, produttore esecutivo – serie TV (2020-2021)
- Laggiù qualcuno mi ama, produttore esecutivo – documentario (2023)